# ارين ر. بورتر
ارين ر. بورتر (بالإنجليزية: Warren R. Porter)‏ هو سياسي أمريكي، ولد في 30 مارس 1861 في سانتا كروز في الولايات المتحدة، وتوفي في 27 أغسطس 1927 في واتسونفيل في الولايات المتحدة. حزبياً، نشط في الحزب الجمهوري. وقد انتخب رئيسًا للحزب.